# Selaya
Selaya ist eine Gemeinde in der spanischen Autonomen Region Kantabrien. Sie grenzt im Norden und Westen an Villacarriedo, im Süden an Vega de Pas und im Osten an die Gemeinde San Roque de Riomiera. Sie befindet sich in der Region Pas-Miera (oder Valles Pasiegos) und durch ihr Gebiet fließen die Flüsse Pisueña und Campillo, ein Nebenfluss des ersteren.

## Ortsteile
- Bustantegua
- Campillo
- Pisueña
- Selaya (Hauptstadt)

## Bevölkerungsentwicklung
| 1842 | 1900 | 1950 | 1981 | 1991 | 2001 | 2011 |
| ---- | ---- | ---- | ---- | ---- | ---- | ---- |
| 1242 | 2034 | 2140 | 1839 | 2055 | 1948 | 2007 |